# Петровского (Оржицкий район)
Петровского (укр. Петровського) — село,
Староиржавецкий сельский совет,
Оржицкий район,
Полтавская область,
Украина.
Население по данным 1987 года составляло 20 человек.
Село ликвидировано в 1995 году.

## Географическое положение
Село Петровского находится на расстоянии в 2,5 км от сёл Рожки, Чайковщина и Нове Життя (Чернобаевский район).

## История
- 1995 — село ликвидировано[1].
- Село указано на трехверстовке Полтавской области. Военно-топографическая карта.1869 года как хутор Писарев[2]